# إدوارد ويلان
إدوارد ويلان هو صحفي وسياسي كندي، ولد في 1824 في جمهورية أيرلندا، وتوفي في 10 ديسمبر 1867 بتشارلوت تاون في كندا.